# Nadole (województwo pomorskie)
Nadole (kaszb. Nôdolé lub też Nadolé, Nôdolô, niem. Nadolle) – kaszubska wieś letniskowa w Polsce położona w województwie pomorskim, w powiecie wejherowskim, w gminie Gniewino nad zachodnim brzegiem Jeziora Żarnowieckiego. W latach 1975–1998 miejscowość położona była w województwie gdańskim. Największy rozwój miejscowości nastąpił we wczesnych latach 70, ze względu na budowę Elektrowni Jądrowej Żarnowiec.
Wieś Klasztoru Cysterek w Żarnowcu w powiecie puckim województwa pomorskiego w II połowie XVI wieku.

## Położenie
Nadole leży w powiecie wejherowskim, w gminie Gniewino nad zachodnim brzegiem Jeziora Żarnowieckiego. W latach 1975–1998 wieś administracyjnie należało do woj. gdańskiego.
Miejscowość leży na terenie Wysoczyzny Żarnowieckiej w mikroregionie Rynna Jeziora Żarnowieckiego.

## Toponimia
Nazwa miejscowości pochodzi od położenia w terenie. Nadole leży w niecce Jeziora Żarnowieckiego. Z pozostałych stron miejscowość jest otoczona przez wzgórza. Stąd obojętnie skąd przyjeżdżano do wsi, to znajdowała ona się "na dole". Alternatywną toponimią jest pochodzenie nazwy od nazwiska Nadolski. Nazwa miejscowości, z wyjątkiem okresu II wojny światowej, nie zmieniała się.

## Historia

### Do 1920
Pierwsze informacje o Nadolu są związane z Jeziorem Żarnowieckim. Do 1882 jezioro było własnością Augusta Ceynowy, wcześniej jezioro należało do klasztoru w Żarnowcu oraz do Hebela lub Ustarbowskiego, od którego Ceynowa je kupił. August Ceynowa podzielił jezioro między swoich synów. Antoni Ceynowa zamieszkał w Nadolu. W 1907 Augustyn Konkol postawił we wsi oberżę. Miejscowość stała się miejscem turystycznym zarówno latem jak i zimą. Do wsi zjeżdżali letnicy z Gdańska i Sopotu oraz mieszkańcy okolicznych wsi. Uważano, że Nadole jest miejscowością uzdrowiskiem dla gruźlików. W 1912 właścicielem całego jeziora oraz wsi Nadole był mieszkający w Nadolu Augustyn Konkol.
Mieszkańcy Nadola w znacznej większości byli Kaszubami. Język niemiecki, mimo że był nauczany obowiązkowo w szkole, to był praktycznie nieużywany. Z niemieckimi sąsiadami z innych wsi nie było jednak żadnych konfliktów. Ponieważ nadolanie byli obywatelami państwa pruskiego, podlegali poborowi do pruskiej armii. Ze względu na słabą znajomość języka niemieckiego byli źle traktowani przez dowódców.
Podczas I wojny światowej Augustyn umarł, a jego synowie byli na froncie, stąd gospodarka wsi podupadła. Konkolowie sprzedali po wojnie wieś Kandauom. Jednakże jedyna dziedziczka majątku Jadwiga wyszła w 1920 za mąż za Augustyna Konkola (syna), stąd wieś była nadal w rękach rodziny Konkolów. Gospodarka wsi była jednak w tragicznym stanie.

### 1920–1939
W 1918 Polska odzyskała niepodległość, ale granice na Pomorzu ukształtowane zostały dopiero w 1920. We wsi odbył się plebiscyt graniczny, w którym mieszkańcy opowiedzieli się za Polską. Dużą rolę w wyniku plebiscytu miał Augustyn Konkol, który przekonywał do głosowaniu za przynależnością do Polski. Plebiscyt nie był jednak wiążący, gdyż granica została ustalona odgórnie przez Międzynarodową Komisję Demarkacyjną. Granica została ustalona w taki sposób, że Nadole znalazło się w Polsce, a cały otaczający teren oprócz jeziora należał do Niemiec. Jedyną nie transgraniczną drogą było jezioro, we wsi uruchomiono placówkę graniczną, która ułatwiała komunikację z terenami położonymi w Niemczech.
W 1920 po ślubie z Augustynem Jadwiga Kandau-Konkol rozpoczęła odbudowę majątku, którą przerwał wybuch II wojny światowej. Nadole było ważnym ośrodkiem rybackim. Konkolowie zajęli się głównie wynajmowaniem kutrów rybakom oraz handlem rybami w Gdyni, na Mierzei Helskiej a nawet w Mławie.
W początkach sierpnia 1937 Nadole odwiedził prezydent Ignacy Mościcki. Towarzyszył mu między innymi wojewoda Władysław Raczkiewicz, a po powitaniu, w którym wziął udział starosta Antoni Potocki i właściciel jeziora odbyło się polowanie na kaczki. Na powitanie gościa przygotowano bramę triumfalną. 
W 1938 do Nadola przyjechał prezydent Ignacy Mościcki. August Konkol dostał tytuł honorowego wójta, mimo że Nadole nadal było częścią gminy Krokowa.
W marcu 1939 doszło do incydentu polegającego na wkroczeniu armii niemieckiej na teren Polski i biciu okolicznych mieszkańców. Niemcy po 4-5 godzinach się wycofali. Jednakże spowodowało to zaognienie sytuacji na granicy oraz oskarżenia mieszkańców podchodzących do granicy o szpiegostwo.

### 1939–1945
Pod koniec sierpnia 1939 Konkolowie wyjechali do Wejherowa, gdyż Jadwiga spodziewała się dziecka.
Nad ranem 1 września 1939 do Nadola wkroczyła armia niemiecka. Niemcy szukali przede wszystkim Augustyna Konkola oraz polskich celników. Okupanci zmienili nazwę miejscowości na Pechingen oraz sprowadzili zarządców do majątku Konkolów. Hitlerowcy ścięli przydrożne krzyże. Aresztowano mieszkańców oskarżanych wcześniej o szpiegostwo i osadzono ich w więzieniu w Wejherowie. Nowy wójt Nadola, Friebesse z Tyłowa, mimo iż wcześniej był przyjacielem Konkolów, to po zajęciu stanowiska zaczął pałać nienawiścią do Polaków. W styczniu 1940 okupant próbował wywieźć mieszkańców wsi do Piaśnicy. Ze względu na obfite opady śniegu oraz celowe utrudnianie przejazdu przez mieszkańców Rybna wyprawa do Nadola nie dojechała.
W 1942 wszyscy mieszkańcy Nadola przyjęli III grupę Volkslisty (4 rodziny przyjęły II grupę). Mieszkańcy Nadola odzyskali w ten sposób swoje gospodarstwa.
Pod koniec wojny uciekinierzy z Prus Wschodnich spalili prawie całe wyposażenie szkoły. 10 marca 1945 do miejscowości weszła bez walki Armia Czerwona.

### 1945–1989

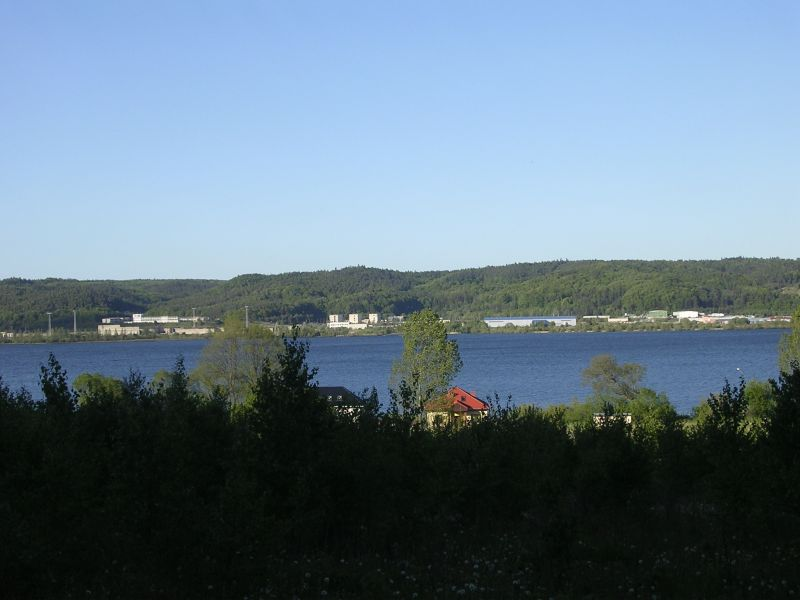
Elektrownia Jądrowa Żarnowiec widziana z Nadola

Wraz z nastaniem polskiej administracji jezioro zostało znacjonalizowane, a następnie przekazane Państwowemu Gospodarstwu Rybackiemu. W kwietniu 1947 w Nadolu powstała filia GS Krokowa. Nastąpiła reforma rolna, zgodnie z którą majątek Konkolów został początkowo znacjonalizowany i przekształcony w PGR Strzebielinek. W 1952 został rozparcelowany i przekazany rybakom z Nadola (każdy po około 1–2 ha). Reforma rolna spowodowała znaczne zubożenie mieszkańców wsi i emigracje, gdyż niewielkie pola nie pozwalały na wyżywienie rodzin.
W listopadzie 1967 Nadole uzyskało połączenie autobusowe z Wejherowem.
Sytuacja finansowa mieszkańców znacznie się poprawiła podczas budowy Elektrowni Jądrowej Żarnowiec. Nadole przyjęło wówczas funkcję zaplecza. Ze względu na uzyskane odszkodowania mieszkańcy mogli pobudować nowe większe domy, w których wynajmowali kwatery dla robotników zatrudnionych na budowie elektrowni oraz infrastruktury towarzyszącej. Powstał sklep i kawiarnia "Nadolanka", wszystkie lokale miały jednak zakaz sprzedaży wódki. Doprowadzono do wsi wodociąg i kanalizację.
23 czerwca 1987 w Nadolu został uruchomiony oddział zamiejscowy Muzeum Ziemi Puckiej.

## Infrastruktura i zabudowa

### Zabudowa
Nadole jest nietypową ulicówką. Ze względu na ukształtowanie terenu w rynnie jeziora główną osią komunikacyjną jest jedna ulica Bałtycka/Kaszubska (ulica zmienia nazwę w centrum miejscowości). Od głównej ulicy wychodzi 37 krótkich bocznych uliczek. Jedyną ulicą niekrzyżującą się z główną jest Leśna, która jest boczną od św. Augustyna. Oprócz tego jest jeszcze ulica Osiedle na Stoku mająca nietypowy kształt.

### Infrastruktura transportowa
Nadole leży przy drodze powiatowej nr 10139 Wierzchucino – Czymanowo – Rybno. Droga ta w Nadolu biegnie ulicami Bałtycką i Kaszubską.
Najbliższy przystanek kolejowy to Strzebielinko Lęborskie na nieczynnej linii kolejowej nr 230. Najbliższą czynną stacją jest Gościcino Wejherowskie na linii nr 202. Stacja ta znajduje się 20 km od wsi.

### Oczyszczalnia ścieków
Od 1975 w Nadolu działa oczyszczalnia ścieków. Oczyszczalnia jest mechaniczno-biologiczna oparta na osadzie czynnym, z chemicznie wspomaganym usuwaniem fosforu. Odpływ ścieków oczyszczonych odbywa się w sposób cykliczny. Dwa rowy cyrkulacyjne pracujące naprzemiennie spełniają funkcję reaktora biologicznego i osadnika wtórnego. Napowietrzanie odbywa się przy pomocy rotorów oraz natleniaczy strumienicowych. Odbiorcą oczyszczonych ścieków jest Jezioro Żarnowieckie. Oczyszczalnia obsługuje oprócz Nadola Czymanowo oraz ścieki z elektrowni szczytowo-pompowej.

## Demografia

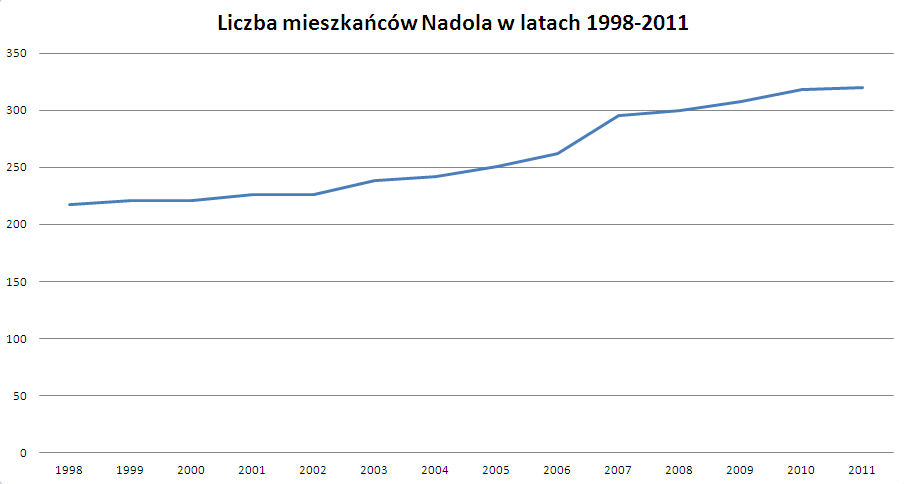
Wykres liczby ludności Nadola w latach 1998–2011

Liczba mieszkańców Nadola w XXI wieku wzrasta. W 2005 przekroczyła 250, natomiast w 2008 wynosiła ponad 300. Tendencja ta występuje w całej Gminie Gniewino, jednakże dynamika wzrostu w Nadolu jest większa niż w gminie.
Nadole ma podobnie jak cała gmina dodatni przyrost naturalny.

## Gospodarka
Gmina Gniewino, mimo że jest gminą wiejską, jest zindustrializowana, w przemyśle pracuje 60% zatrudnionych. W Nadolu znajdują się punkty usługowe związane z pośrednictwem nieruchomościami, gastronomiczne, zakład mechaniki samochodowej, hurtownia chemii samochodowej oraz handel na poziomie podstawowym.
Według Planu Rozwoju Lokalnego gminy Gniewino podstawową gałęzią gospodarczą w Nadolu jest turystyka.

## Sport i turystyka

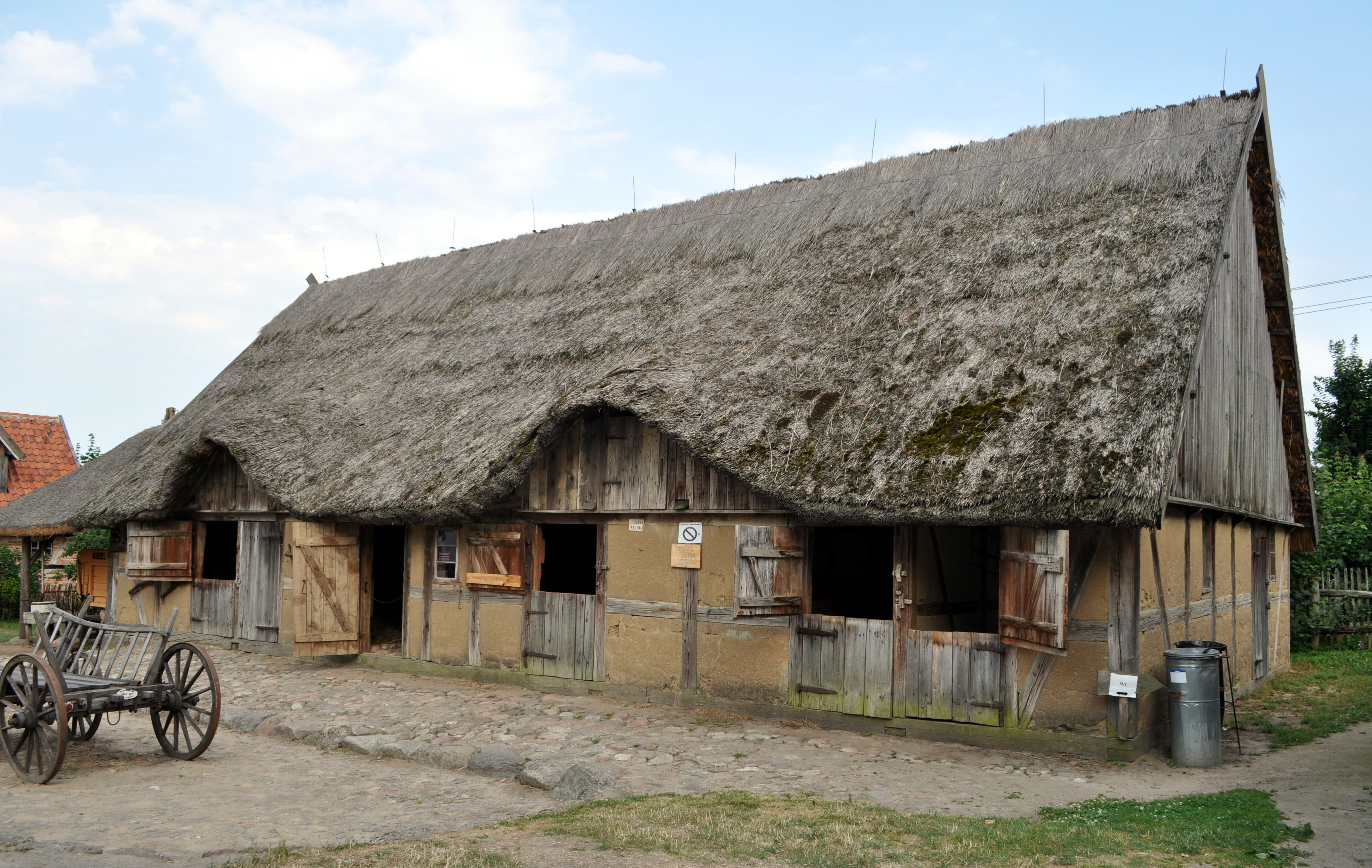
Muzeum w Nadolu

### Sport
W Nadolu nie ma żadnego zarejestrowanego klubu ani obiektu sportowego.

### Turystyka
Nadole jest miejscowością wypoczynkową. W drugiej dekadzie XX wieku było uzdrowiskiem dla gruźlików. Przez miejscowość nie przebiegają żadne szlaki turystyczne. Niedaleko Nadola znajduje się punkt widokowy.
Antropogeniczną atrakcją turystyczną wsi jest jej układ ruralistyczny. Niedaleko Nadola znajduje się punkt widokowy oraz oddział zamiejscowy Muzeum Ziemi Puckiej w Pucku. Zagroda gburska i rybacka w Nadolu obejmuje chałupę, oborę, stodołę (z ekspozycją historii pszczelarstwa na Pomorzu oraz wystawą maszyn rolniczych), wozownie (ekspozycja wiejskich środków transportu), piec chlebowy, królikarnię, studnię z kołowrotem i kierat. Znajduje się tu także warsztat stolarsko-ciesielski z kolekcją narzędzi do obróbki drewna. Cała zagroda pochodzi z XIX wieku, ze wsi Kartoszyno. W Nadolu działa stadnina koni oferująca jazdy konne.
W Nadolu organizowany jest co roku jarmark oraz pielgrzymka łodziami do kościoła św. Anny w Żarnowcu.
Miejscami noclegów w Nadolu jest pole namiotowe, a także nowe szybko rozwijające pokoje gościnne.